# Methylazoxymethylacetat
Methylazoxymethylacetat ist eine chemische Verbindung aus der Gruppe der Carbonsäureester und Azoxyverbindungen. Es ist strukturell verwandt mit dem Aglycon von Cycasin Methylazoxymethanol.

## Gewinnung und Darstellung
Die Methylazoxymethylacetat kann durch die Oxidation von Azomethan zu Azoxymethan mit Perbenzoesäure, gefolgt von Bromierung von Azoxymethan in allylischer Position durch eine Wohl-Ziegler-Reaktion mit N-Bromsuccinimid und anschließender Reaktion des entstandenen Bromazoxymethan mit Silberacetat gewonnen werden.

## Eigenschaften
Methylazoxymethylacetat ist eine farblose Flüssigkeit, die in Wasser leicht hydrolysiert, speziell unter alkalischen Bedingungen.

## Verwendung
Methylazoxymethylacetat wird in der medizinischen Forschung verwendet. Es führt zu Entwicklungsstörungen des Gehirns bei Ratten, ähnlich denen, die bei Schizophrenie auftreten.